# Michael Krüger (polityk)
Michael Krüger (ur. 26 grudnia 1955 w Linzu) – austriacki polityk i prawnik, parlamentarzysta, w 2000 minister sprawiedliwości.

## Życiorys
Studiował prawo na uniwersytetach w Linzu i Wiedniu (absolwent z 1980). W 1985 podjął praktykę prawniczą w swojej rodzinnej miejscowości.
Zaangażował się w działalność polityczną w ramach Wolnościowej Partii Austrii. Między 1994 a 2002 (z krótką przerwą w 2000) wykonywał mandat posła do Rady Narodowej XIX, XX i XXI kadencji. Od 4 do 29 lutego 2000 sprawował urząd ministra sprawiedliwości w rządzie Wolfganga Schüssela. Swoją dymisję po tak krótkim czasie motywował względami zdrowotnymi.
Dokończył kadencję w parlamencie, po czym powrócił do praktyki prawniczej. W 2012 został prawnikiem nowego ugrupowania Team Stronach.
Odznaczony Wielką Złotą Odznaką Honorową za Zasługi dla Republiki Austrii.